# II liga polska w piłce nożnej (1970/1971)
II liga 1970/1971 – 23. edycja rozgrywek drugiego poziomu ligowego piłki nożnej mężczyzn w Polsce. Wzięło w nich udział 16 drużyn, grając systemem kołowym. Sezon ligowy rozpoczął się w sierpniu 1970, ostatnie mecze rozegrano w czerwcu 1971.
| Poziomy rozgrywkowe w sezonie 1970/1971 | Poziomy rozgrywkowe w sezonie 1970/1971 | Poziomy rozgrywkowe w sezonie 1970/1971 |
| Rozgrywki                               | P                                       | Nazwa                                   |
| --------------------------------------- | --------------------------------------- | --------------------------------------- |
| Centralne                               | I                                       | I liga                                  |
| Centralne                               | II                                      | II liga                                 |
| Makroregionalne                         | III                                     | III Liga (4 grupy)                      |
| Okręgowe (17 okręgów)                   | IV                                      | Liga okręgowa                           |
| Okręgowe (17 okręgów)                   | V                                       | A klasa                                 |
| Okręgowe (17 okręgów)                   | VI                                      | B klasa                                 |

## Drużyny
| Uczestnicy poprzedniej edycji                                                                                 | Uczestnicy poprzedniej edycji | Uczestnicy poprzedniej edycji | Uczestnicy poprzedniej edycji |
| --- | ----------------------------- | ----------------------------- | ----------------------------- |
| ŁKS | ŁKS Łódź                      | 3                             |                               |
| ŚLĄ | Śląsk Wrocław                 | 4                             |                               |
| GDY | MZKS Gdynia                   | 5                             |                               |
| URŚ | Urania Ruda Śląska            | 6                             |                               |
| UNR | Unia Racibórz                 | 7                             |                               |
| GAR | Garbarnia Kraków              | 8                             |                               |
| ZAW | Zawisza Bydgoszcz             | 9                             |                               |
| HUT | Hutnik Nowa Huta              | 10                            |                               |
| OLI | Olimpia Poznań                | 11                            |                               |
| MOT | Motor Lublin                  | 12                            |                               |
| Spadek z I ligi 1969/1970                                                                                     |                               |                               |                               |
| ODO | Odra Opole                    | 13                            |                               |
| CRA | Cracovia                      | 14                            |                               |
| Awans z III ligi 1969/1970                                                                                    |                               |                               |                               |
| zwycięzcy czterech grup                                                                                       |                               |                               |                               |
| PIA | Piast Gliwice                 | 1                             |                               |
| STS | Star Starachowice             | 1                             |                               |
| STŁ | Start Łódź                    | 1                             |                               |
| WAR | Warta Poznań                  | 1                             |                               |
| Oznaczenia: - kolumna pierwsza – skróty nazw drużyn, - kolumna trzecia – miejsce zajęte w poprzednim sezonie. |                               |                               |                               |

## Rozgrywki
Uczestnicy rozegrali 30 kolejek ligowych po 8 meczów każda (razem 240 spotkań) w dwóch rundach – jesiennej i wiosennej.
Mistrz i wicemistrz II ligi uzyskali awans do I ligi, a zespoły z miejsc 13–16 spadły do III ligi.

### Tabela
| Lp. | Drużyna            | M  | Z  | R  | P  | Bramki | Bramki | Różn. | Pkt | Uwagi              |
| --- | ------------------ | -- | -- | -- | -- | ------ | ------ | ----- | --- | ------------------ |
| 1   | Odra Opole (M) (A) | 30 | 18 | 7  | 5  | 40     | 16     | +24   | 43  | Awans do I ligi    |
| 2   | ŁKS Łódź (A)       | 30 | 16 | 11 | 3  | 40     | 17     | +23   | 43  | Awans do I ligi    |
| 3   | Hutnik Nowa Huta   | 30 | 17 | 6  | 7  | 46     | 25     | +21   | 40  |                    |
| 4   | MZKS Gdynia        | 30 | 11 | 11 | 8  | 36     | 27     | +9    | 33  |                    |
| 5   | Urania Ruda Śląska | 30 | 10 | 12 | 8  | 30     | 24     | +6    | 32  |                    |
| 6   | Motor Lublin       | 30 | 13 | 6  | 11 | 27     | 23     | +4    | 32  |                    |
| 7   | Zawisza Bydgoszcz  | 30 | 13 | 6  | 11 | 23     | 20     | +3    | 32  |                    |
| 8   | Piast Gliwice      | 30 | 13 | 5  | 12 | 36     | 38     | −2    | 31  |                    |
| 9   | Garbarnia Kraków   | 30 | 13 | 5  | 12 | 36     | 40     | −4    | 31  |                    |
| 10  | Śląsk Wrocław      | 30 | 11 | 8  | 11 | 30     | 31     | −1    | 30  |                    |
| 11  | Star Starachowice  | 30 | 9  | 11 | 10 | 25     | 23     | +2    | 29  |                    |
| 12  | Start Łódź         | 30 | 10 | 9  | 11 | 31     | 34     | −3    | 29  |                    |
| 13  | Unia Racibórz (S)  | 30 | 9  | 10 | 11 | 22     | 27     | −5    | 28  | Spadek do III ligi |
| 14  | Olimpia Poznań (S) | 30 | 5  | 9  | 16 | 22     | 34     | −12   | 19  | Spadek do III ligi |
| 15  | Warta Poznań (S)   | 30 | 3  | 11 | 16 | 16     | 38     | −22   | 17  | Spadek do III ligi |
| 16  | Cracovia (S)       | 30 | 3  | 5  | 22 | 17     | 60     | −43   | 11  | Spadek do III ligi |